# Magdalena Kizinkiewicz
Magdalena Kizinkiewicz (ur. 9 sierpnia 1976 w Białymstoku) – polska aktorka. Ukończyła studia na Wydziale Aktorskim PWST w Krakowie w 1999 roku.

## Filmografia
- 2013: Ojciec Mateusz jako siostra Hanny Wagi (odc.113)
- 2012: Prawo Agaty jako żona Brożka (odc. 18)
- 2008: Teraz albo nigdy! jako administratorka Sylwia Choińska
- 2008: Czas honoru jako Danuta, kelnerka w "Kryształowej"
- 2007: Twarzą w twarz jako sekretarka na uczelni
- 2006: Pogoda na piątek jako recepcjonistka w przychodni ginekologicznej
- 2005: Egzamin z życia jako Agnieszka Chudziak
- 2004: Pręgi jako dziewczyna na prywatce u Wojciecha
- 2003: Magiczne drzewo jako nauczycielka (odc. 1)
- 2003: Kasia i Tomek
- 2002: Na dobre i na złe jako Pola, narzeczona Daniela
- 2002: Chopin. Pragnienie miłości jako Madeleine, służąca w Nohant
- 2001–2002: Marzenia do spełnienia
- 2001: M jak miłość jako Lidka Miziołek, koleżanka Marka
- 2000: Lokatorzy